# رودقات
رودقات یکی از دهستانهای بخش صوفیان شهرستان شبستر استان آذزبایجان شرقی است که دارای 20 روستا به مرکزیت روستا ی امند است. خط آهن تبریز و جلفا و مرند از جنوب این دهستان عبور میکند.